# Rønne kommun
Rønne kommun var en kommun i Bornholms amt i Danmark. Kommunens centralort var staden Rønne.
Kommunen bildades vid den danska kommunreformen 1970 och bestod av socknarna (sognene):
- Rønne socken
- Knudskers socken

2003 uppgick kommunen i Bornholms regionkommun.